# بلاي باك (فرقة)
بلاي باك (بالإنجليزية: Playback) (بالهانغل: 플레이백) فرقة فتيات كورية جنوبية شكلتها وكالة كلير في عام 2015 متكونة من خمس عضوات، أصدرن أول أغنية مفردة لهن بتاريخ 25 يونيو 2015 بعنوان «بلاي باك». وإعتباراً من أغسطس 2021، تتضمن الفرقة عضوتين فقط هما يونجي ويونجين. ولكن وفقاً لموقع الفرقة على الإنترنت، لا تزال يونجي ويوجين ووليم ويونجين عضوات في الفرقة.

## التاريخ

### 2015 - 2018: الترسيم وإصدار الأغاني المنفردة والمشاركة في برنامج ميكس ناين
قبل ترسيمهن تدربت العضوة ووليم في وكالة جاي واي بي إنترتينمنت لمدة ثلاثة سنوات وكان أول ظهور لها في برنامج غنائي «أستطيع أن أرى صوتك» وغنت أغنية أريانا غراندي «بروبلم».
وبعد ذلك ترسمت فرقة بلاي باك من خلال إصدارهن أول أغنية لهن بعنوان «بلاي باك» بتاريخ 25 يونيو 2015 وبعد ثلاثة أشهر في 2 سبتمبر 2015 أصدرن ثاني أغنية منفردة لهن بعنوان «آي وندر» بالتعاون مع المغني إيريك نام. حظيت الأغنية باهتمام وسائل الإعلام بسبب مشاركة فريق الإنتاج النرويجي الشهير إيليمنت، الذي يضم سيلو غرين وميوسك سولتشايلد ومادكون.
بعد فترة وجيزة من ترسيمهم، تم دمج وكالتهم التي تديرهم مع كوراديل إنترتينمنت في أواخر عام 2015، وأصبحت وكالة كوراديل تديرهم رسمياً.
كان عدد أعضاء الفرقة 4 عضوات لكن في 13 أبريل 2017 إنضمت للفرقة يونجين وبذلك أصبح عددهن 5 عضوات.
في 9 يونيو 2017، أصدرت العضوة يونجين أغنيتها الفردية الأولى بعنوان «آي أندرستاند» بالتعاون مع المغني دي.إير.
في 13 أكتوبر 2017، أصدرت وكالة كوراديل إنترتينمنت، بياناً من خلال مقهى المعجبين الرسمي للفرقة لتأكيد أن العضوات سينضمن إلى برنامج واجي جي، ميكس ناين. حيث قالوا: «بعد فترة طويلة من عدم النشاط والاستعداد للعودة، تم منح الفرقة عرضاً للظهور في برنامج» ميكس ناين «. قررنا أن نذهب في البرنامج لأننا نعتقد أنه سيكون فرصة جيدة لكل عضوة لإظهار موهبتها وقدراتها. يستعدن أعضاء الفرقة ويعملن بجد لإظهار أفضل ما لديهن ويهدفن إلى إصدار ألبوم في منتصف أكتوبر، لذا يرجى الإنتظار ومواصلة دعم الفتيات».

### 2019 إلى الوقت الحاضر: رحيل هايونغ ويوجين ووليم
في 5 نوفمبر 2019، أعلنت وكالة إف إن إنترتينمنت أن يوجين وقعت عقداً مع الوكالة كممثلة تحت أسم «أوه تشاي يي».
في 11 يونيو 2020، أعلنت وكالة أو أند إنترتينمنت أن هايونغ قد وقعت عقداً مع الوكالة بعد مغادرة مانجمينت نانغنام وستستخدم الآن أسم «هان نا يونغ».
في 25 مايو 2021، تم الإعلان عن توقيع ووليم عقداً مع لينبراندنغ.

## العضوات
- لي يون جي (هانغل: 이윤지) ولدت في
- لي ها يونغ (هانغل: 이하영) ولدت في
- سو يو جين (هانغل 소유진) ولدت في
- هوانغ وو-ليم (هانغل 황우림) ولدت في
- ما يون جين (هانغل 마은진) ولدت في

## ديسكوغرافيا

### الألبومات المنفردة
| العنوان            | تفاصيل الألبوم                                                                                            | المركز في المخططات | المبيعات        |
| العنوان            | تفاصيل الألبوم                                                                                            | مخطط غاون          | المبيعات        |
| ------------------ | --- | ------------------ | --------------- |
| آي وندر (플레이백) | - تاريخ الإصدار: 2 سبتمبر 2015 - الوكالة: كوراديل إنترتينمنت، سي جي إي أند إم - الصيغة: سي دي، تحميل رقمي | 36                 | - في كوريا: 375 |

### الأغاني المنفردة
| العنوان                                            | السنة | المركز في المخططات | المركز في المخططات | الألبوم    |
| العنوان                                            | السنة | مخطط غاون          | مخطط بيلبورد       | الألبوم    |
| -------------------------------------------------- | ----- | ------------------ | ------------------ | ---------- |
| "بلاي باك" (플레이백)                              | 2015  | —                  | —                  | بدون ألبوم |
| "آي وندر" (없을까?) (بالتعاون مع إيريك نام)        | 2015  | —                  | —                  | آي وندر    |
| "قصة غير مروية" (말하지 못한 이야기)               | 2017  | —                  | —                  | بدون ألبوم |
| "وانت يو تو ساي" (말해줘)                          | 2017  | —                  | 23                 | بدون ألبوم |
| هذه العلامة "—" تدل على أن الأغنية لم تدخل المخطط. |       |                    |                    |            |

## فيديوغرافيا

### الفيديو كليبات
| العام | الأسم                           | المخرج                                         |
| ----- | ------------------------------- | ---------------------------------------------- |
| 2015  | "بلاي باك"                      | كيم يون-يو (12راوندز برودكشن)                  |
| 2015  | "آي وندر" بالتعاون مع إيريك نام | كيم يون-يو (12راوندز برودكشن)                  |
| 2017  | "وانت يو تو ساي"                | كيم يونغ-جو، يو سيونغ-يو (ناييف كريتف برودكشن) |

## الإعلانات
| العام | المنتج             | العضوات                      | ملاحظات |
| ----- | ------------------ | ---------------------------- | ------- |
| 2015  | سماعات تي جي E600S | ووليم، هايونغ، يوجين، ويونجي | -       |

## الجوائز والترشيحات
| السنة | الجائزة            | الفئة                | العمل المرشح | نتيجة |
| ----- | ------------------ | -------------------- | ------------ | ----- |
| 2015  | جوائز سول للموسيقى | جائزة أفضل فنان جديد | بلاي باك     | رُشِّح   |

## روابط خارجية
- بلاي باك على موقع ميوزك برينز (الإنجليزية)